# Ельничное (Омская область)
Ельничное — село в Седельниковском районе Омской области. Административный центр Ельничного сельского поселения.

## География
Находится на реке Уй.

## История
Основано в 1893 г.
В 1928 году в составе Нифановского сельсовета Седельниковского района Тарского округа Сибирского края.

## Население
| 1926 | 2010 |
| ---- | ---- |
| 248  | ↘239 |

### Гендерный состав
По данным Всероссийской переписи населения 2010 года в гендерной структуре населения из 239 человек мужчин — 122, женщин — 117 (51,0 и 49,0 % соответственно).

### Национальный состав
В 1928 г. основное население — русские.
Согласно результатам переписи 2002 года, в национальной структуре населения русские составляли 98 % от общей численности населения в 354 чел..

## Инфраструктура
Личное подсобное хозяйство.
В 1928 году состояло из 40 хозяйств.
Основа экономики — сельское хозяйство.
Ельничная основная школа.

## Транспорт
Село доступно автотранспортом. Автозимник Ельничное — Орловка.